# Freewinds
Freewinds is een cruiseschip van de Scientology kerk.
Het werd in 1968 in Turku gebouwd door Wärtsilä met de naam Bohème met bouwnummer 1161. Het behoort tot de Finnhansa-Klasse. In september 1985 kocht San Donato Properties Corporation het schip en hernoemde het Freewinds. Daarmee werd Scientology de eigenaar van het schip, dat het gebruikt als trainingscentrum.